# Renáta
Renáta nebo též Renata je ženské jméno latinského původu. Skládá se z předpony Re- (znovu) a slova natus (zrození, narození), význam je tedy znovuzrozená, obrozená.

## Jmeniny
V českém kalendáři slaví 13. října. V německém kalendáři slaví 22. května a ve slovenském kalendáři slaví 6. listopadu.

## Domácí podoby
Renatka, Renátka, Reny, Renuš, Renča, Reňulka, Renička, Renda, Renka

## Statistické údaje

### Pro jméno Renáta
Následující tabulka uvádí četnost jména v ČR a pořadí mezi ženskými jmény ve srovnání dvou roků, pro které jsou dostupné údaje MV ČR – lze z ní tedy vysledovat trend v užívání tohoto jména:
| Rok       | Četnost    | Pořadí   |
| 1999      | 15 752     | 75.      |
| 2002      | 15 927     | 76.      |
| Porovnání | o 175 více | o 1 hůře |

Změna procentního zastoupení tohoto jména mezi žijícími ženami v ČR (tj. procentní změna se započítáním celkového úbytku žen v ČR za sledované tři roky) je +1,9 %.

### Pro jméno Renata
| Rok       | Četnost   | Pořadí   |
| 1999      | 31 078    | 47.      |
| 2002      | 31 099    | 48.      |
| Porovnání | o 21 více | o 1 hůře |

Změna procentního zastoupení tohoto jména mezi žijícími ženami v ČR (tj. procentní změna se započítáním celkového úbytku žen v ČR za sledované tři roky) je +0,9 %.

## Známé Renáty
- Renáta Czadernová – česká moderátorka
- Renáta Doleželová – česká herečka
- Renata Dlouhá – česká sportovní novinářka
- Renata Drössler – česká šansoniérka a herečka polského původu
- Renáta Kellnerová – česká manažerka
- Renata Langmannová – česká modelka
- Renata Vesecká – česká právnička, státní zástupkyně
- Renáta Listíková - česká překladatelka, lingvistka a vysokoškolská pedagožka v oboru francouzské filologie